# Catedral de San Alejandro (Kiev)
La Catedral de San Alejandro  o simplemente Catedral de San Alejandro de Kiev (en ucraniano: Cпівкафедральний собор св. Олександра) es el nombre que recibe un edificio religioso afiliado a la Iglesia católica que se encuentra en la ciudad Kiev, capital del país europeo de Ucrania. Pertenece a la diócesis de Kiev-Zhitómir.
El templo fue construido entre los años 1817 y 1842 en una planta cruciforme, con una cúpula en la intersección de los pasillos en el estilo de clasicismo. La iglesia se encuentra en el antiguo emplazamiento de un comerciante polaco y cerca de la Plaza de la Independencia y la Puerta Lacka.
Para conmemorar la visita del zar ruso Alejandro I en Kiev el propietario polaco Antoni Sawicki construyó con el consentimiento de las autoridades una iglesia en el lugar.
La primera iglesia de madera se quemó en 1823, y la nueva iglesia de ladrillo no estuvo terminada hasta 1842. Después de 1905 las autoridades zaristas aliviaron las limitaciones para que funcionaran iglesias distintas a la ortodoxa rusa. En la época soviética se instaló allí un planetario. Tras la caída del comunismo se renovó y se convirtió en la concatedral de la diócesis de Kiev-Žytomyr ( Dioecesis Kioviensis-Zytomeriensis, Єпархія Київ-Житомир)

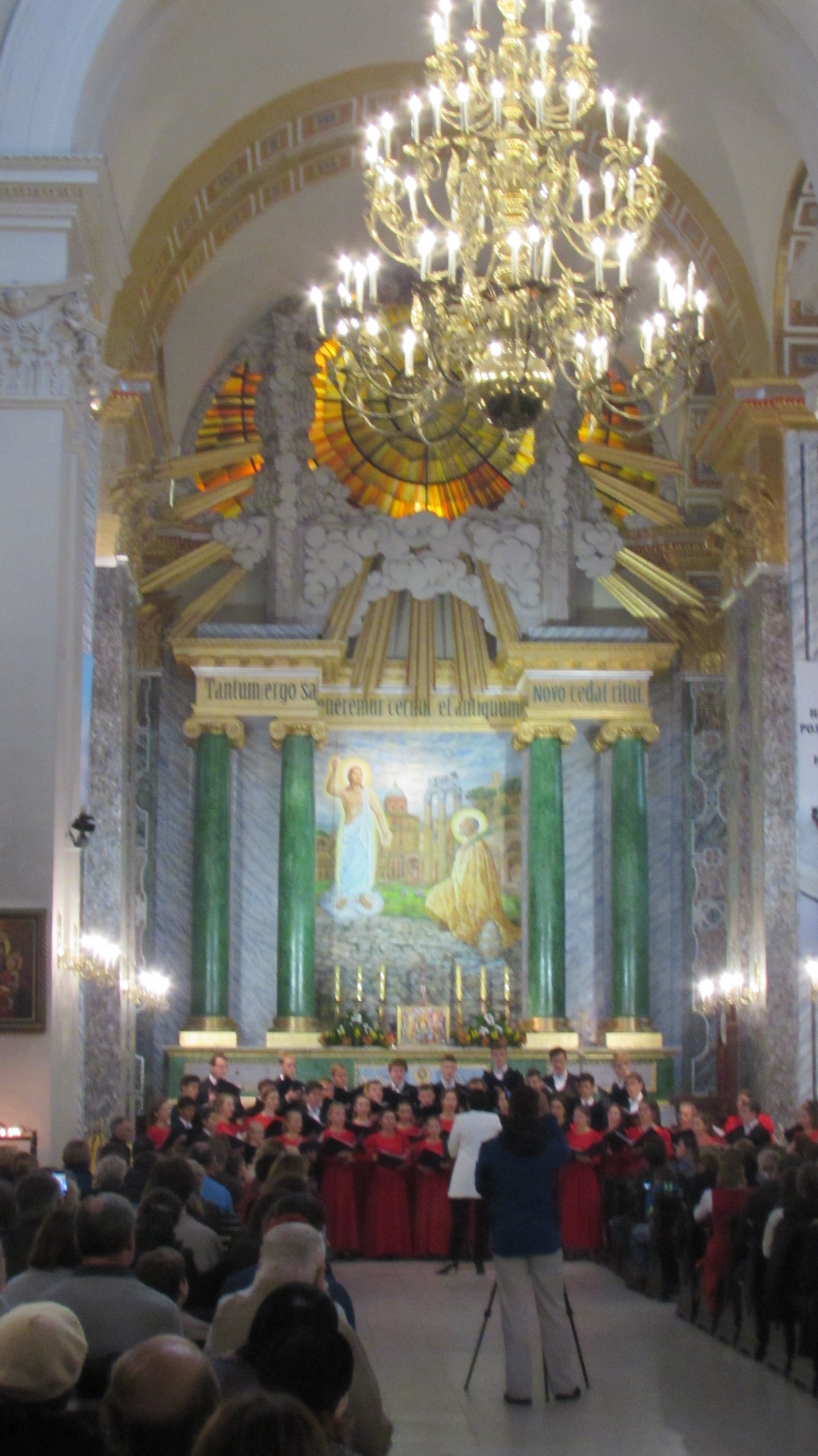
2017

Fue elevada a la categoría de catedral de la diócesis de Kiev-Zhitómir el 6 de junio de 2021.

## Véase también

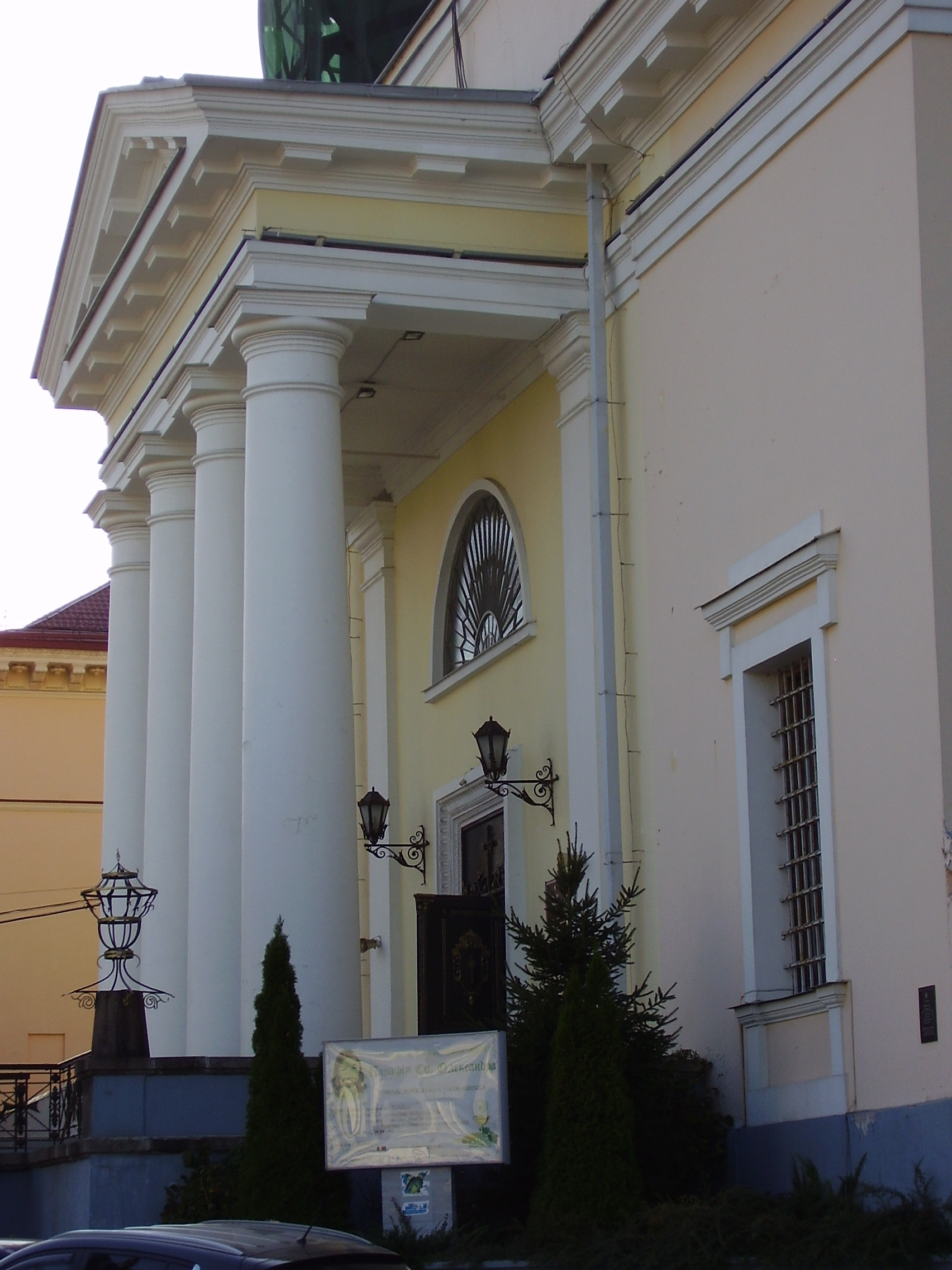
Vista de la entrada al templo